# Adalbert Lallier
Adalbert Lallier (* 7. Mai 1925 in Botoš, Banat, Jugoslawien; † 22. Oktober 2022 in Mansonville, Québec, Kanada) war ein jugoslawisch-kanadischer Ökonom. Im Zweiten Weltkrieg gehörte er der Waffen-SS an. Er erlangte 2001 Aufmerksamkeit als Zeuge im Kriegsverbrecherprozess gegen Julius Viel.

## Leben
Adalbert Lallier wurde als Donauschwabe und Sohn eines Fabrikanten und ehemaligen K.u.k. Armeeoffiziers geboren, der während der Weltwirtschaftskrise zahlreiche seiner Standorte schließen musste. Nach der Besetzung Serbiens 1941 wurde er zum 1. Juli 1942, nach eigenen Angaben unfreiwillig und trotz mangelnder Deutschkenntnisse, als Volksdeutscher zur Waffen-SS einberufen. Als Funker nahm er als Angehöriger der 7. SS-Freiwilligen-Gebirgs-Division „Prinz Eugen“ am Partisanenkrieg teil. Ab 1944 absolvierte er als SS-Junker verschiedene Offizierslehrgänge in Nürnberg und an der Nachrichtenschule Leitmeritz. Zum 1. Juli 1944 wurde er zum SS-Rottenführer befördert. Im Frühjahr 1945 bewachte er dort mit anderen SS-Soldaten und seinem Vorgesetzten Julius Viel eine Gruppe jüdischer Häftlinge der Kleinen Festung Theresienstadt bei dem Ausheben eines Panzergrabens an der Elbe. Lallier war Zeuge, wie Viel grundlos sieben Häftlinge erschoss. Bei Kriegsende wurde er von der Britischen Armee in Österreich gefangen genommen.
Nach eigenen Angaben half er nach seiner Entlassung 1946 bei der Betreuung von Juden in einem DP-Camp in Wien und wurde dann vom amerikanischen CIC angeworben. Er will dort bei der Aufspürung von höheren SS-Führern in der Schweiz beteiligt gewesen sein. 1948 heiratete er und nahm ein Studium in Bamberg auf, das er in Wien, Paris, London und New York fortsetzte. Später lehrte er an der Columbia University, 1950 hatte er ein Visum für Kanada erhalten. Er ließ sich in Québec nieder, lehrte Volkswirtschaft und Politikwissenschaften an der Concordia University und war für eine internationale Flüchtlingsorganisation tätig. Seine Vergangenheit bei der Waffen-SS verschwieg er. In den 1990er Jahren war er als Wirtschaftsberater in Tschechien tätig, wo er gegenüber dem Privatdetektiv Steve Rambam offenbarte, einen ehemaligen SS-Führer als Kriegsverbrecher enttarnen zu können. 1997 wurde gegen ihn selbst ein Untersuchungsverfahren eingeleitet, da er als ehemaliges SS-Mitglied Zuflucht in Kanada gefunden hatte. Lallier trat im Ravensburger Kriegsverbrecherprozess als Zeuge auf und identifizierte Viel als Täter bei der Ermordung der Juden im Frühjahr 1945. Viel wurde zu einer zwölfjährigen Haftstrafe verurteilt, starb jedoch 2002. Lallier wurde dafür kritisiert, dass er sich während des Prozesses noch zeitweise an seinen Treueeid gebunden sah und SS-Führer glorifizierte. Zuvor hatte er seinen ehemaligen Divisionskommandeur Otto Kumm, nach dem Krieg Autor revisionistischer Bücher, um Rat in der Angelegenheit gebeten. Seine Tätigkeit als Gastprofessor in Montreal musste er nach dem Prozess aufgeben.
Lallier publizierte in der Vergangenheit selbst Bücher zu geschichtlichen und wirtschaftlichen Themen.

## Interviews
- Oral history interview with Adalbert Lallier. In: collections.ushmm.org. United States Holocaust Memorial Museum, 24. April 2008, abgerufen am 13. Oktober 2017 (englisch).